# Jiří Matějů
Jiří Matějů (1936 Praha – 23. ledna 2004) byl český hokejový útočník. Po skončení aktivní kariéry působil jako trenér.

## Hokejová kariéra
V československé lize hrál za TJ Gottwaldov. Odehrál 2 ligové sezóny, nastoupil v 31 ligových utkáních, dal 8 gólů a měl 6 asistencí.

## Klubové statistiky
| Sezona    | Klub          | Soutěž  | Základní část | Základní část | Základní část | Základní část | Základní část |
| Sezona    | Klub          | Soutěž  | Z             | G             | A             | B             | TM            |
| --------- | ------------- | ------- | ------------- | ------------- | ------------- | ------------- | ------------- |
| 1959/1960 | TJ Gottwaldov | 2. liga | -             | -             | -             | -             | -             |
| 1960/1961 | TJ Gottwaldov | 1. liga | 30            | 8             | 6             | 14            | 22            |
| 1961/1962 | TJ Gottwaldov | 2. liga | -             | -             | -             | -             | -             |
| 1962/1963 | TJ Gottwaldov | 2. liga | -             | -             | -             | -             | -             |
| 1963/1964 | TJ Gottwaldov | 1. liga | 1             | 0             | 0             | 0             | 0             |

## Trenérská kariéra
Jako hlavní trenér vedl TJ Gottwaldov, HC Olomouc, HC Vsetín a HC Slezan Opava.